# Aleja Sławy Aktorskiej w Wyborgu
Aleja Sławy Aktorskiej (ros. Аллея актёрской славы) – aleja gwiazd w Wyborgu w obwodzie leningradzkim w Rosji, zainicjowana w 1998 r. celem uhonorowywania najbardziej zasłużonych artystów filmu rosyjskiego. Uroczyste odsłanianie nowych gwiazd stało się tradycją w przededniu Festiwalu Filmowego „Okno na Europę”. Od tego czasu w wyborskiej alei gwiazd pojawiło się kilkadziesiąt nazwisk, w tym takich sław jak: Wiaczesław Tichonow, Gieorgij Żżenow, Ołeksij Petrenko, Nikita Michałkow, Piotr Todorowski, Ludmiła Gurczenko, Aleksiej Bałabanow, Aleksiej German, Swietłana Swietlicznaja, Irina Kupczenko, Michaił Kalik, Aleksandr Proszkin, Gerard Depardieu oraz Krzysztof Zanussi. Aleja znajduje się w pobliżu kina Pałac Wyborg, w którym odbywa się Festiwal Filmowy „Okno na Europę”. Miasto nie zostało wybrane przypadkowo. Wyborg zajmuje szczególne miejsce w rosyjskim przemyśle filmowym – na jego ulicach nakręcono wiele rosyjskich filmów.

## Fotogaleria

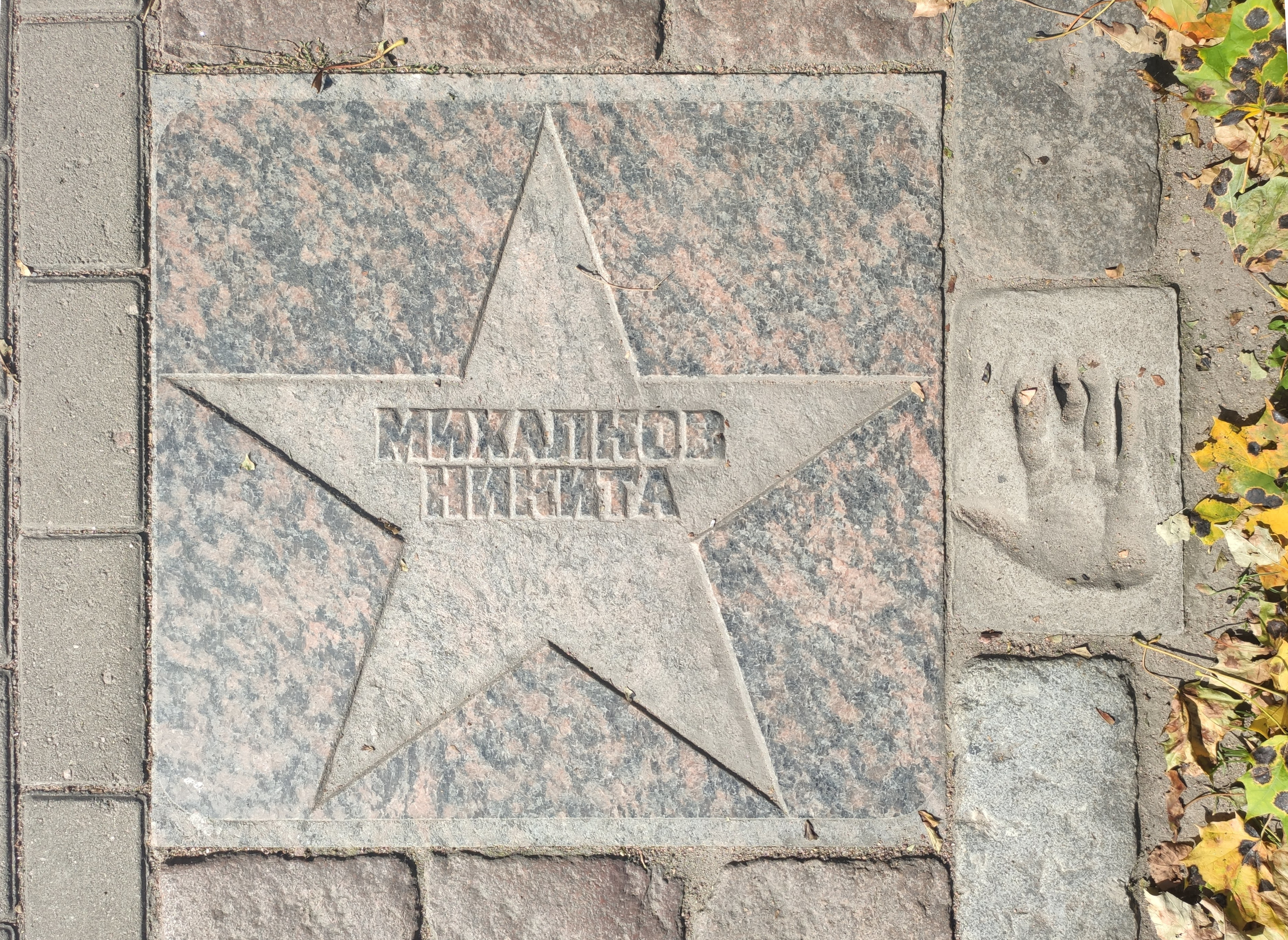
Gwiazda upamiętniająca Nikitę Michałkowa
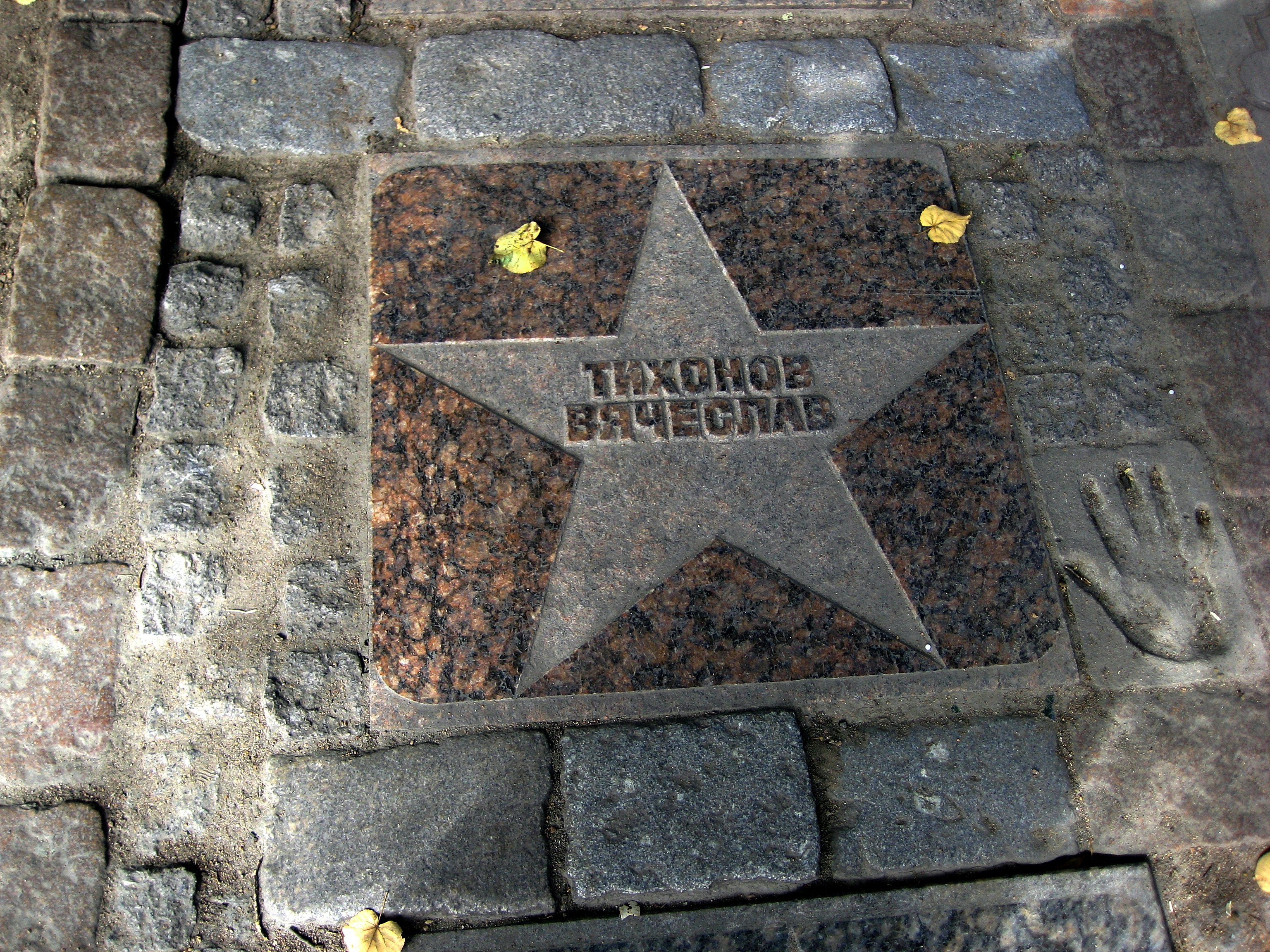
Gwiazda upamiętniająca Wiaczesława Tichonowa
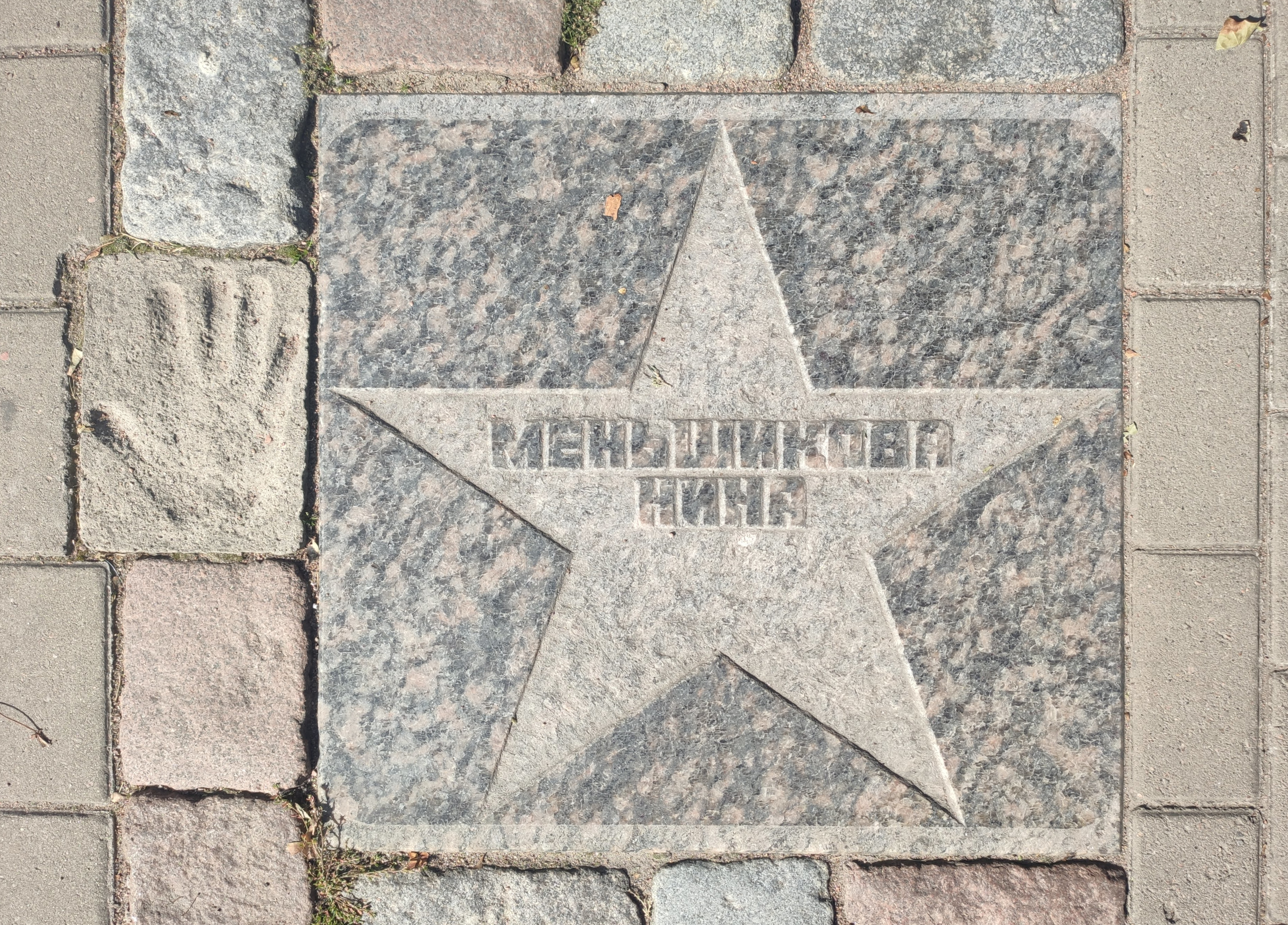
Gwiazda upamiętniająca Ninę Mieńszykową
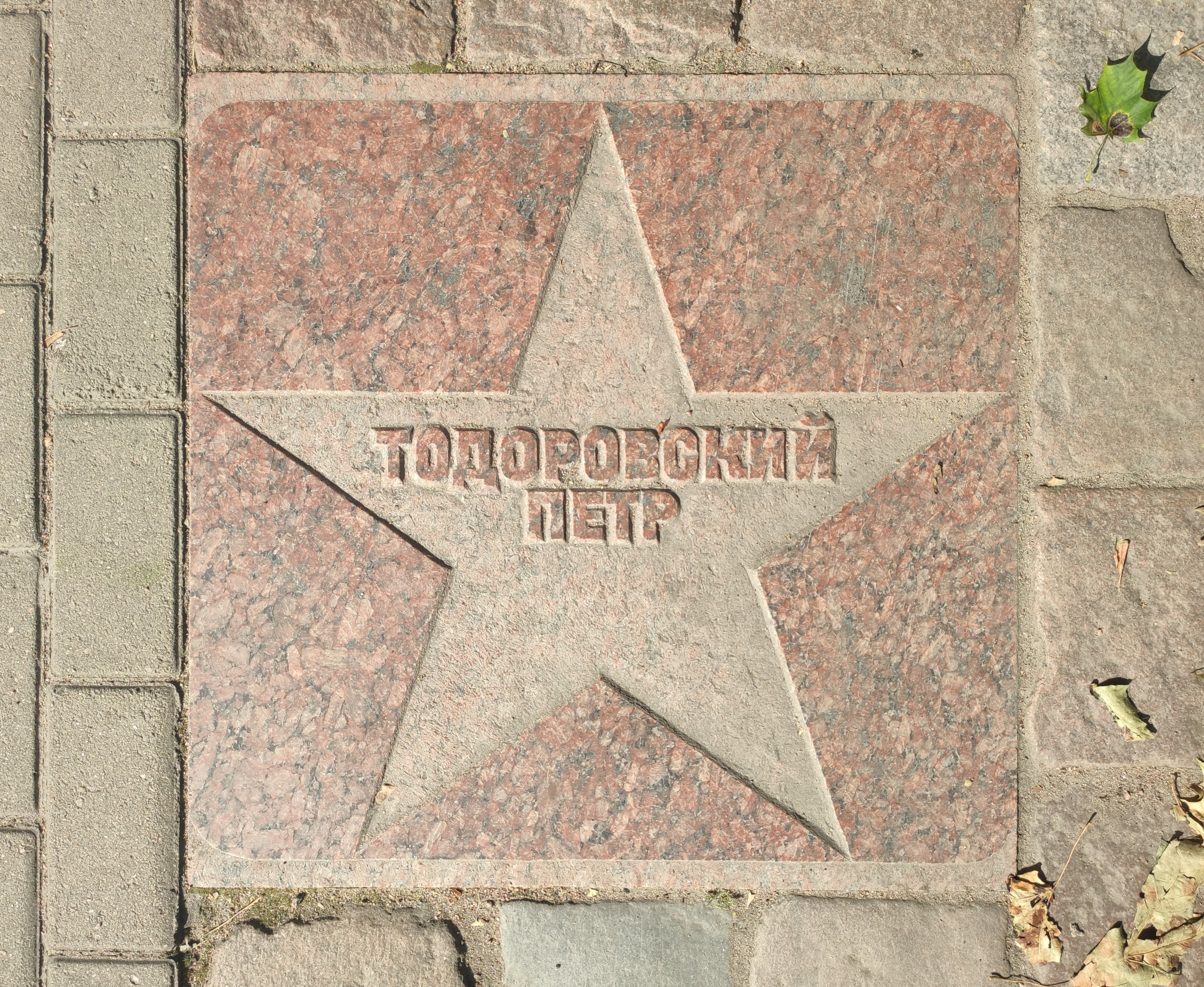
Gwiazda upamiętniająca Piotra Todorowskiego
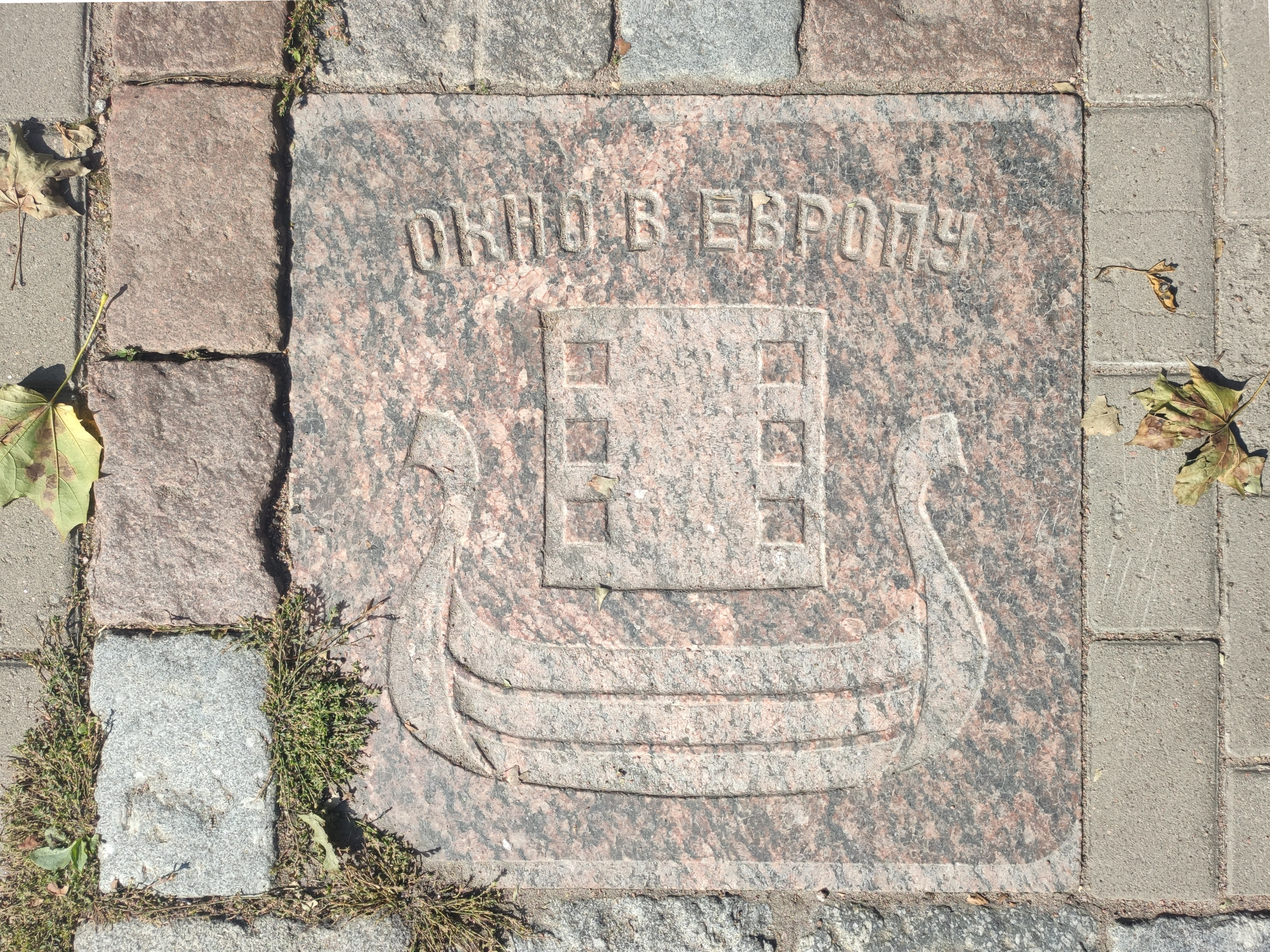
Godło Festiwalu Filmowego „Okno na Europę” na Alei Sławy Aktorskiej w Wyborgu

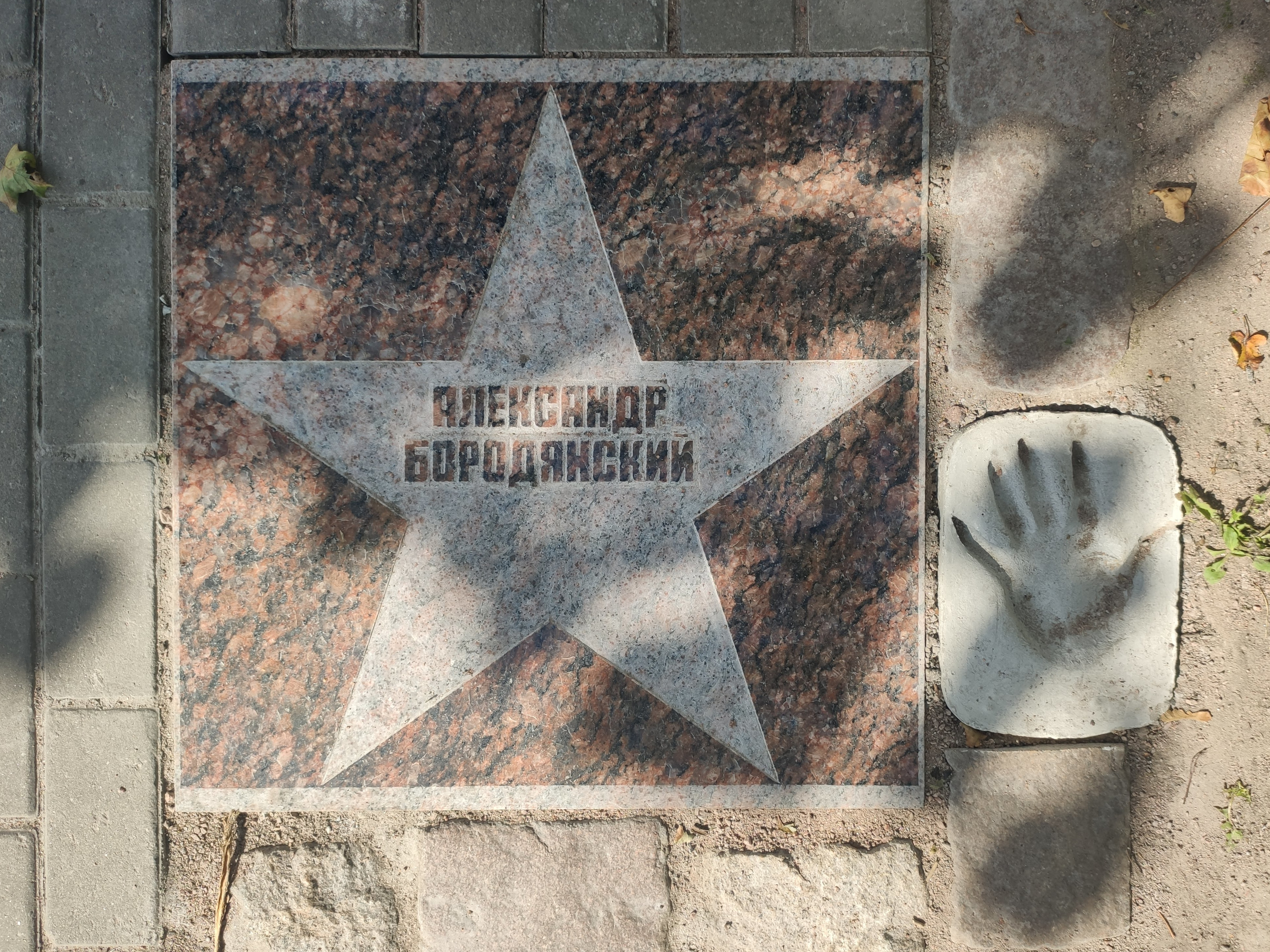
Gwiazda upamiętniająca Aleksandra Borodiańskiego
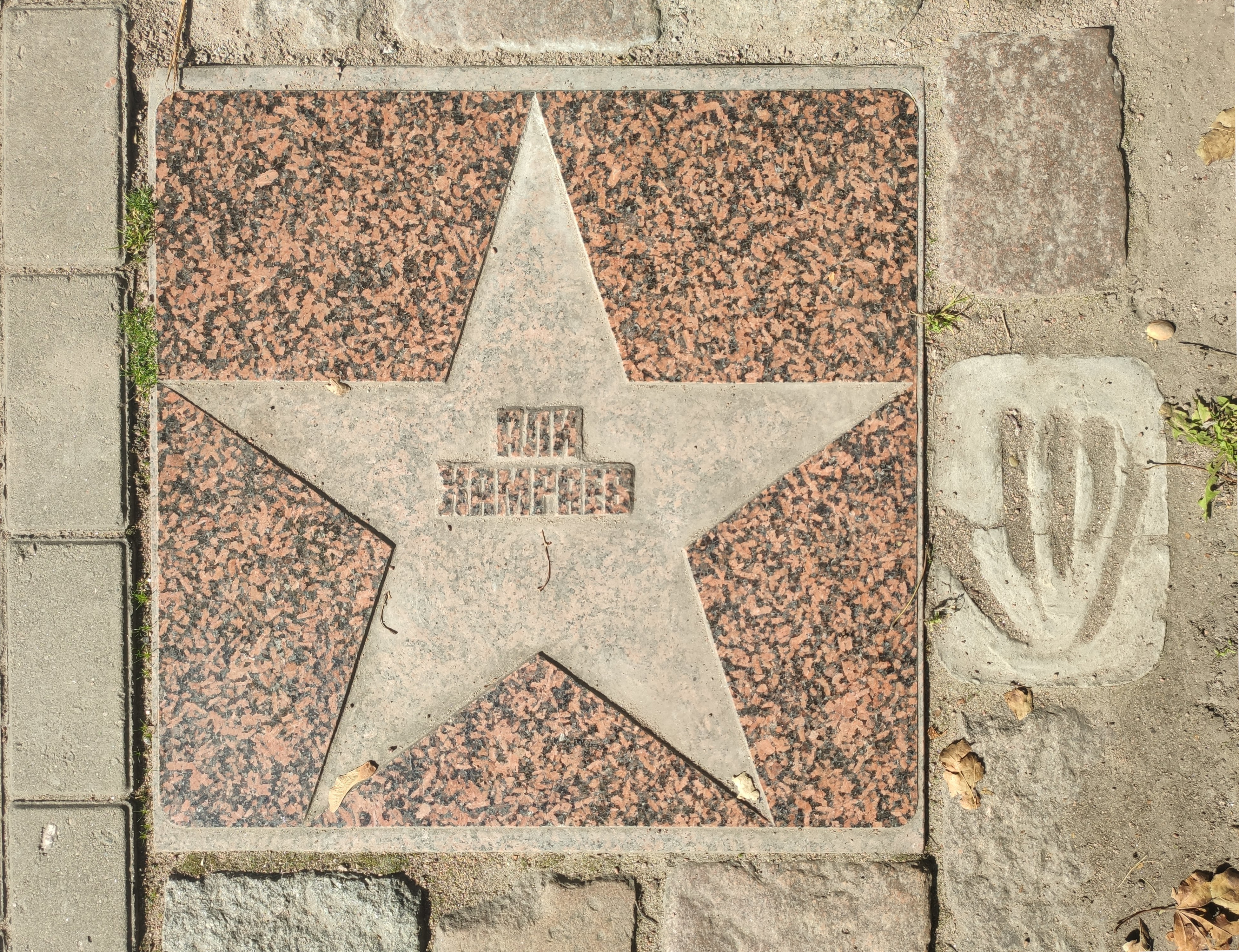
Gwiazda upamiętniająca Alego Hamrajewa
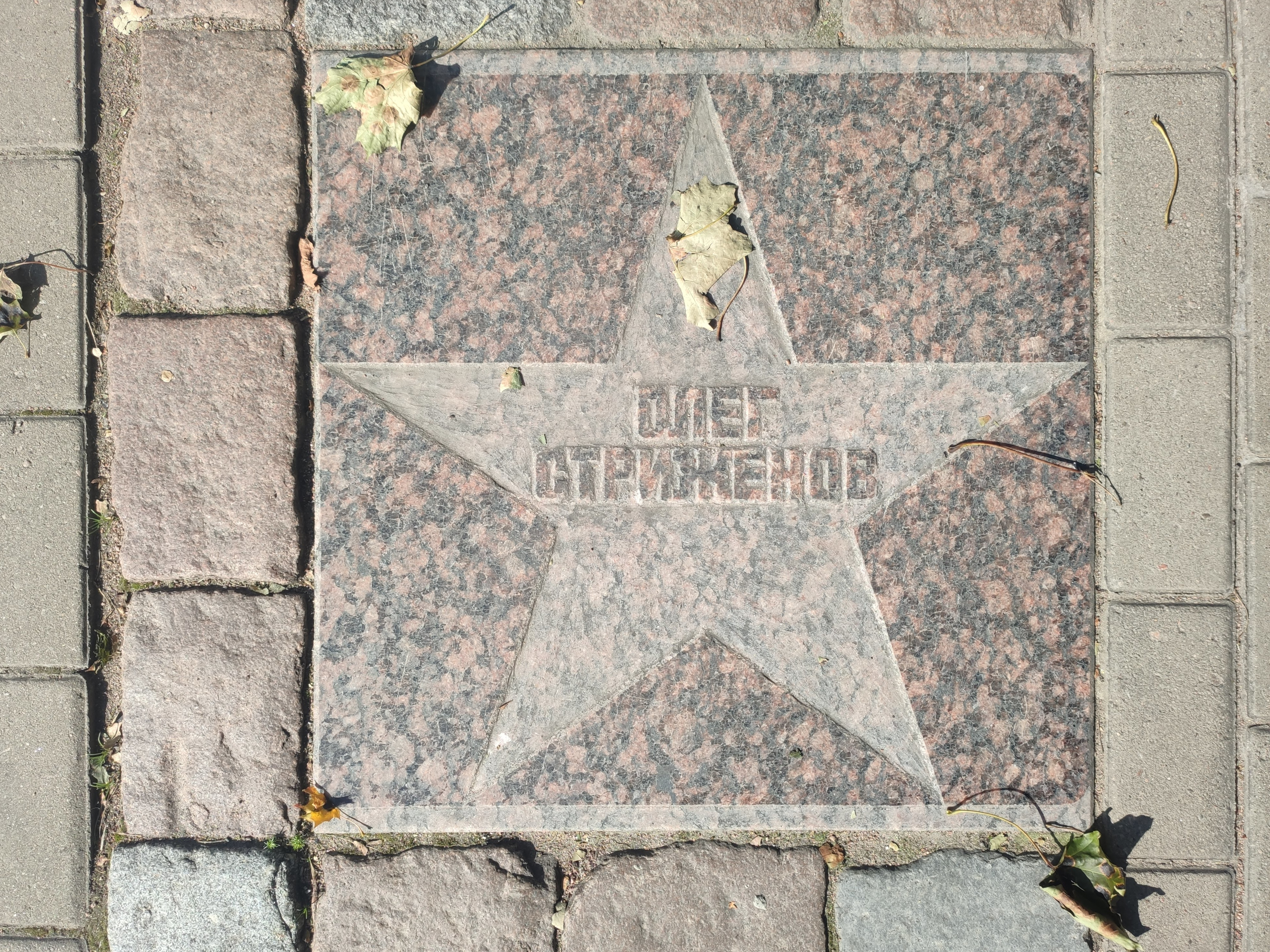
Gwiazda upamiętniająca Olega Striżenowa
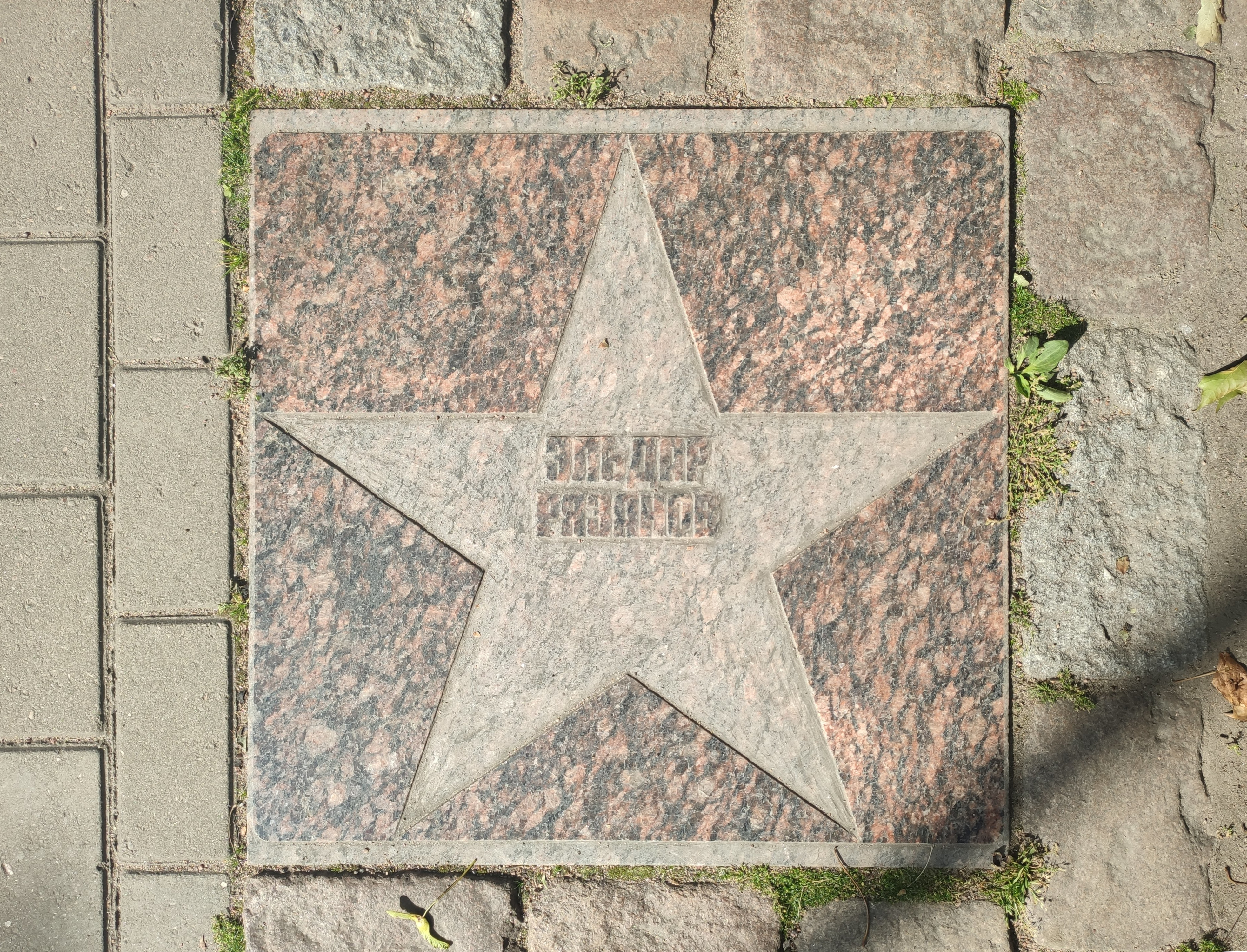
Gwiazda upamiętniająca Eldara Riazanowa
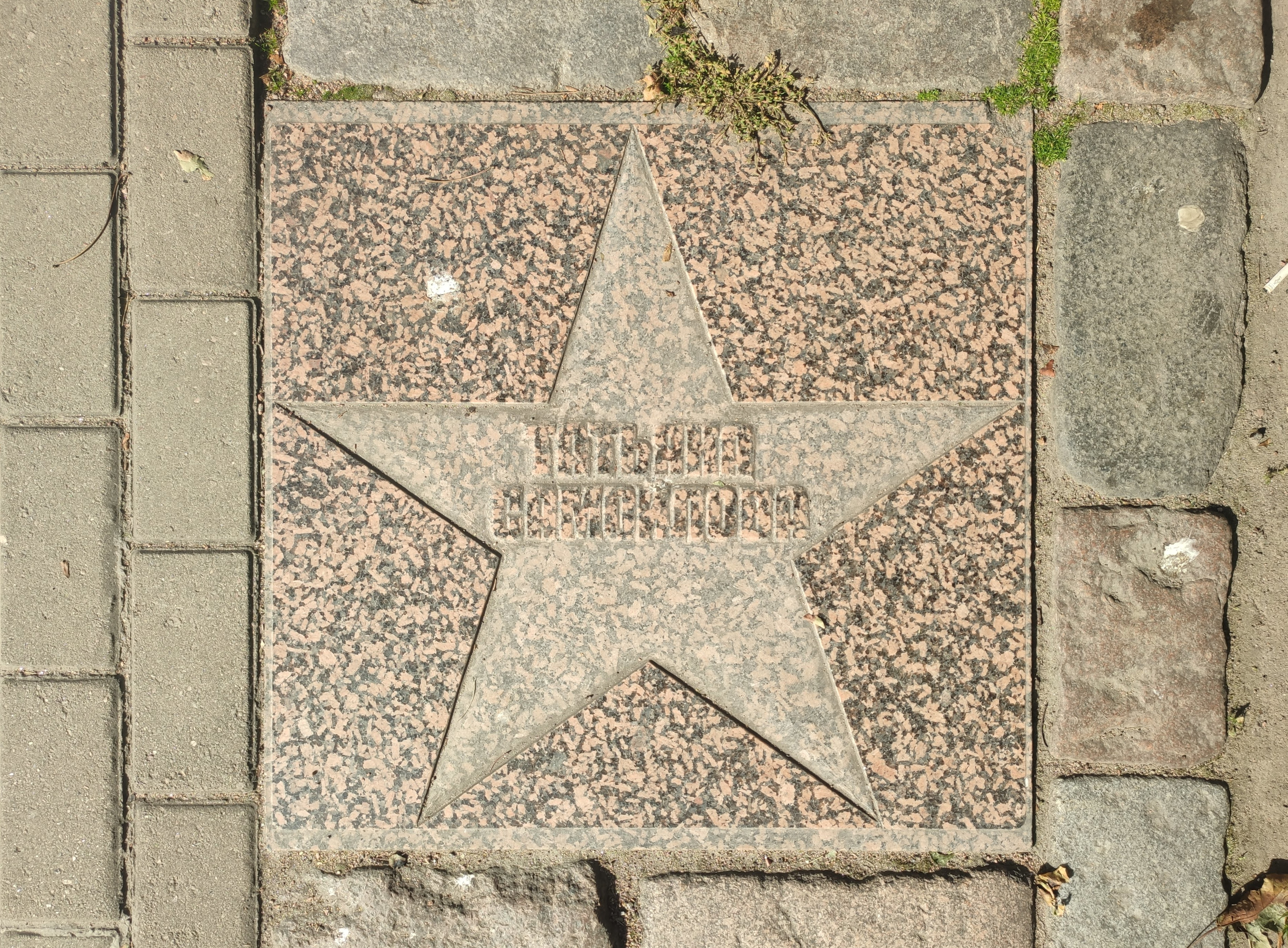
Gwiazda upamiętniająca Tatjanę Samojłową

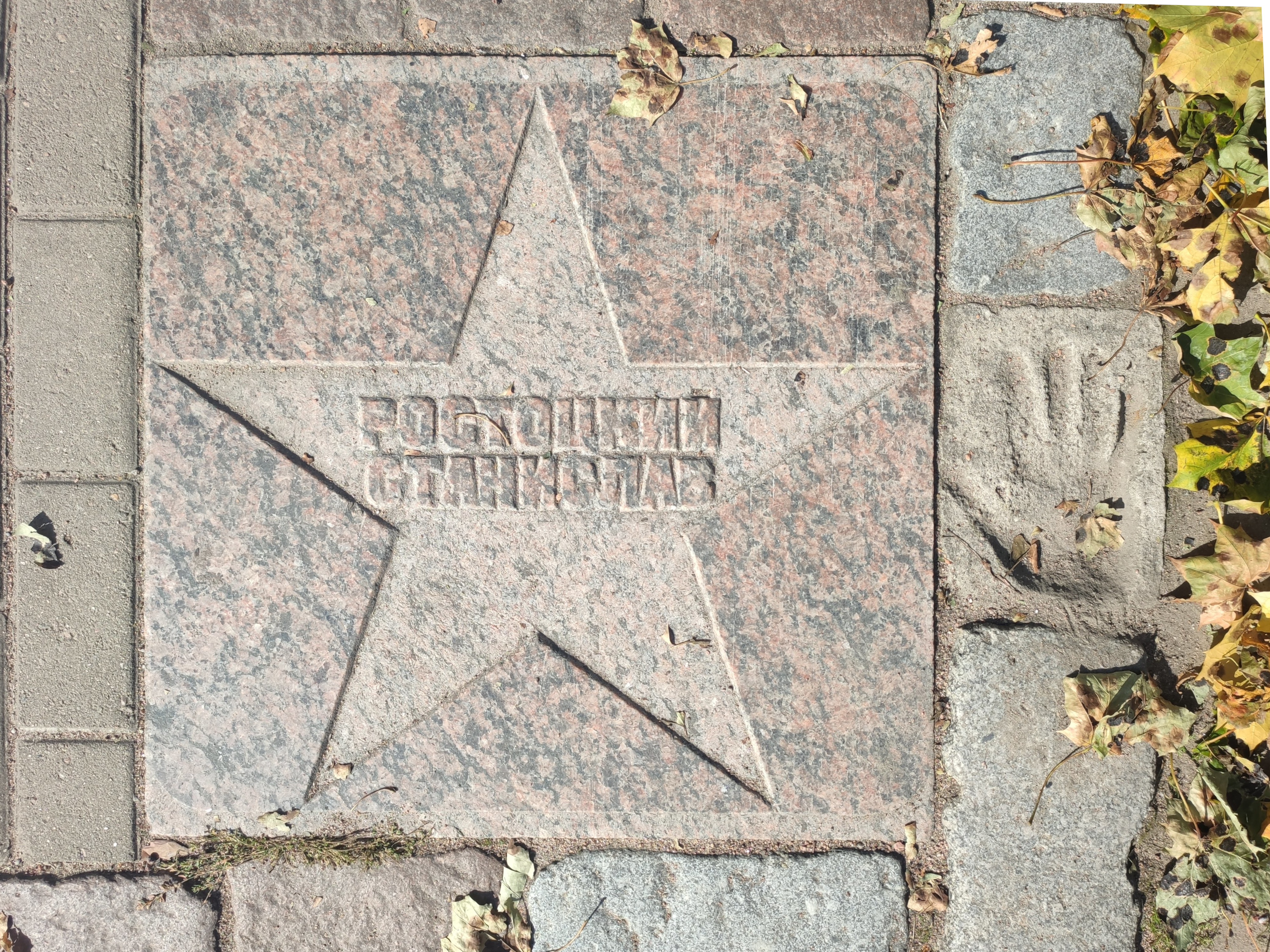
Gwiazda upamiętniająca Stanisława Rostockiego
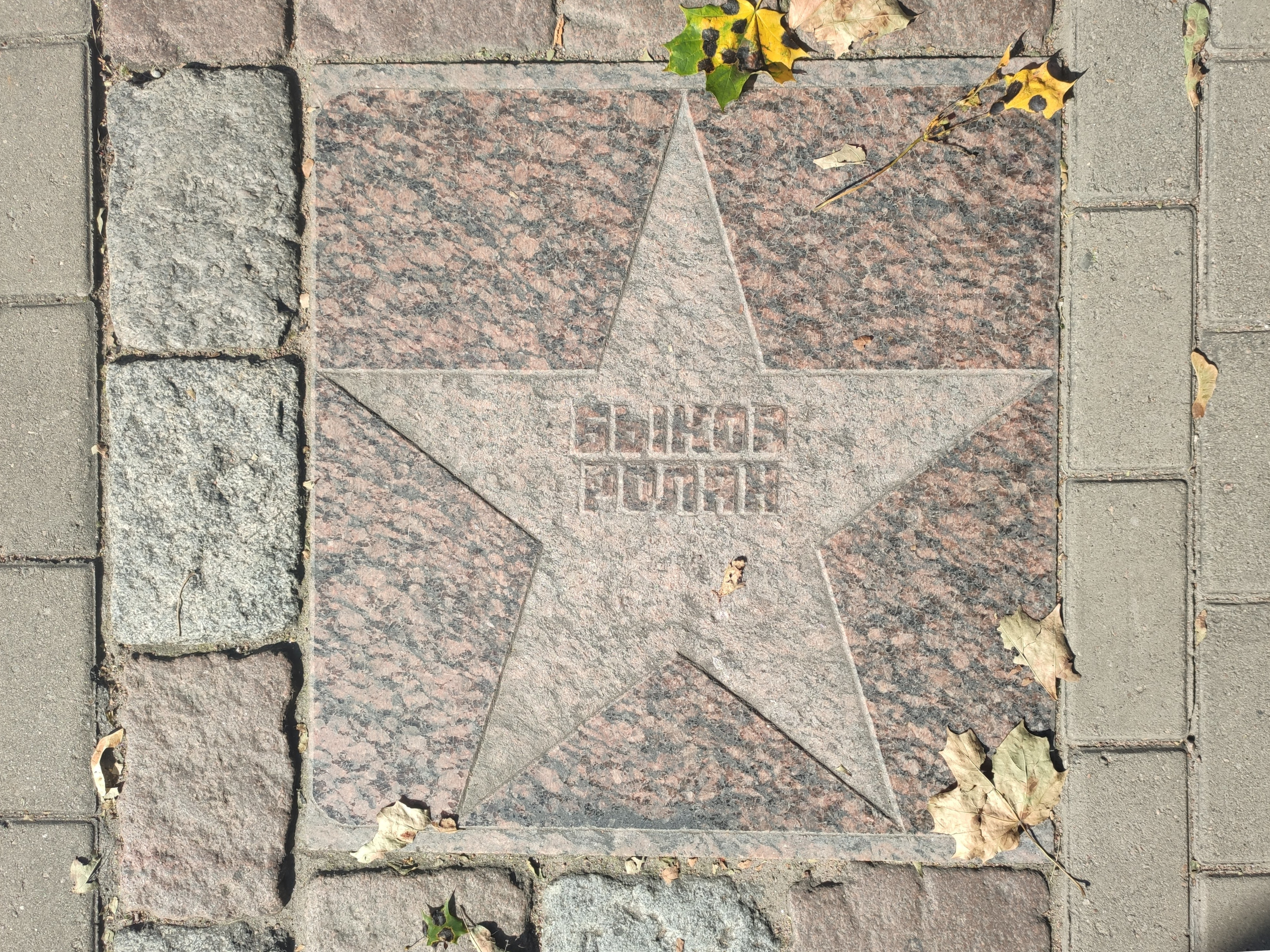
Gwiazda upamiętniająca Rołana Bykowa
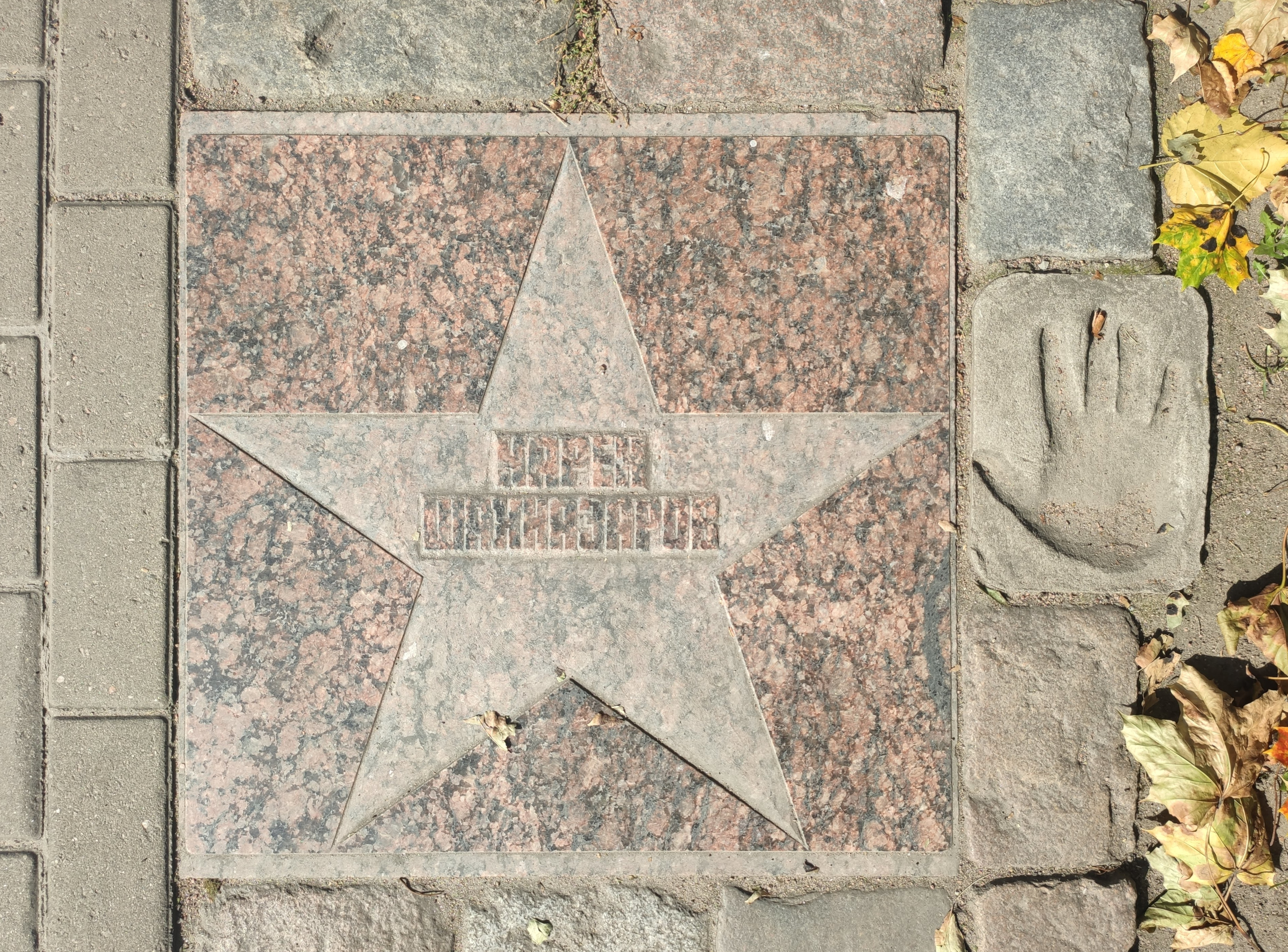
Gwiazda upamiętniająca Karena Szachnazarowa
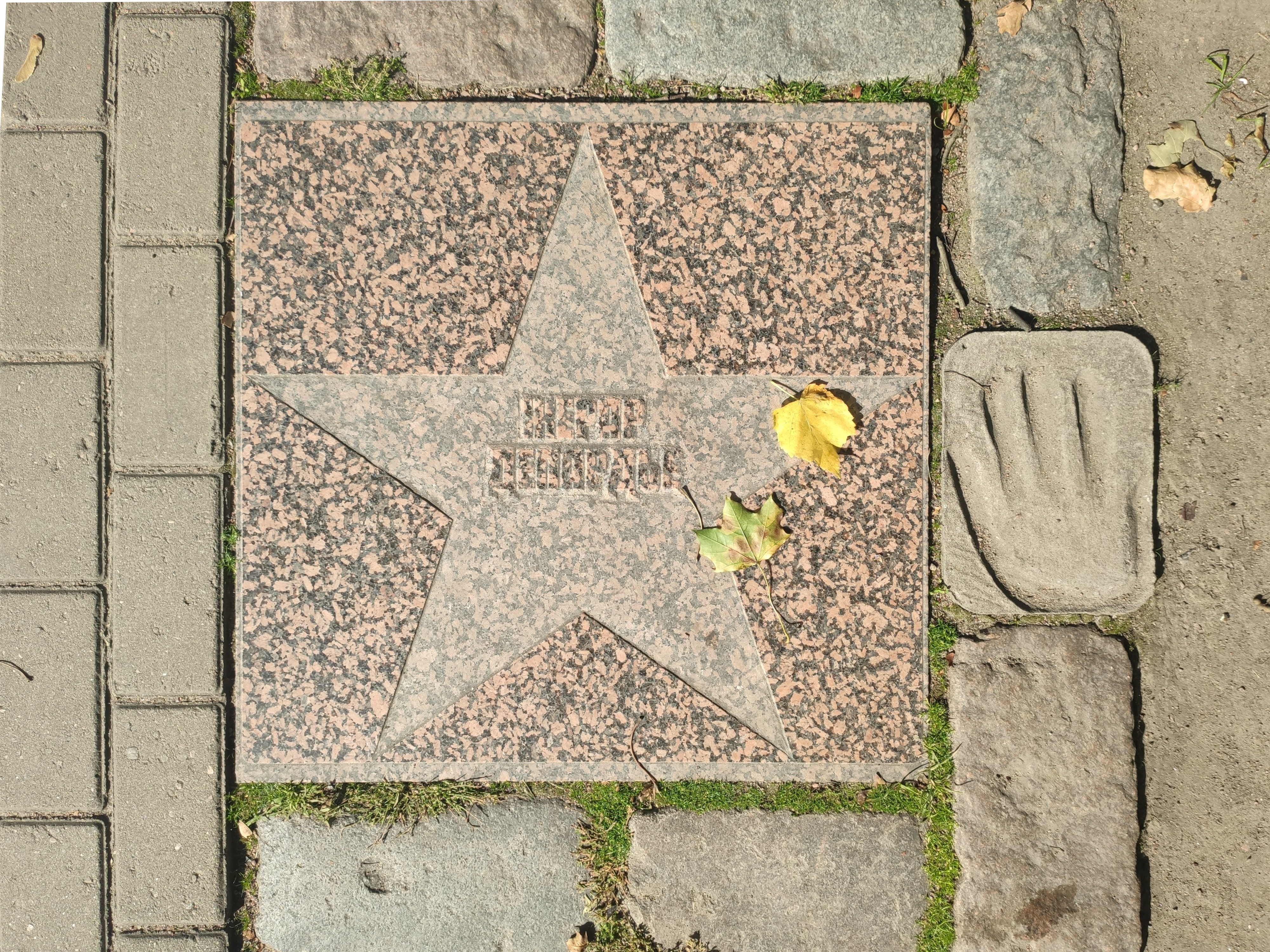
Gwiazda upamiętniająca Gérarda Depardieu
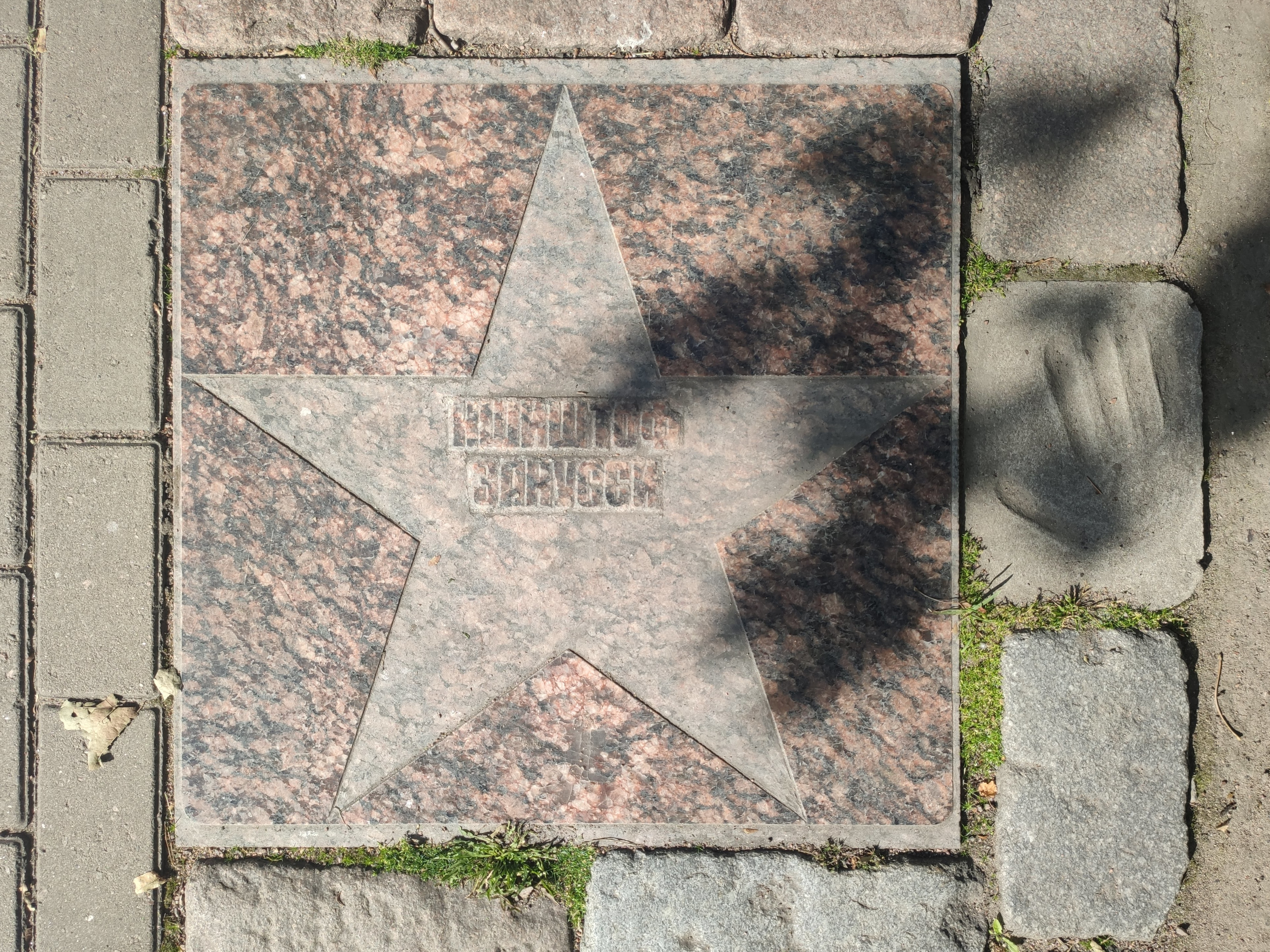
Gwiazda upamiętniająca Krzysztofa Zanussiego